# 加里寧格勒州立歷史和美術博物館

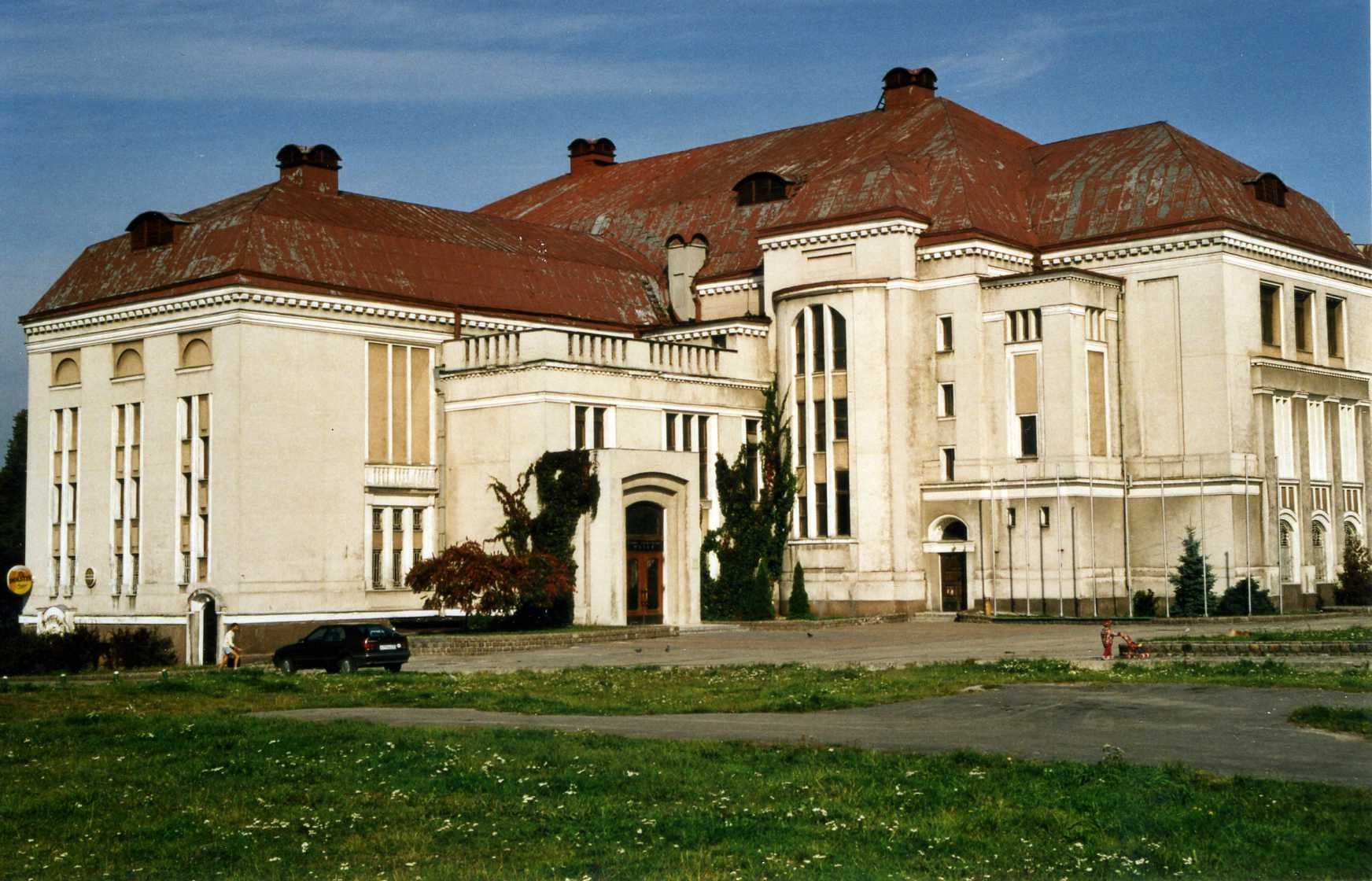
加里寧格勒州立歷史和美術博物館

加里寧格勒州立歷史和美術博物館（俄语：Калининградский областной историко-художественный музей）是俄羅斯加里寧格勒的一座博物館。博物館建築修建於1912年，曾是柯尼斯堡的市政廳和表演藝術中心。第一次世界大戰期間，該建築曾被用作軍醫院。